# Beaver Dam, Arizona
Beaver Dam är en ort i Mohave County i delstaten Arizona, USA.